# Adam Sołtys

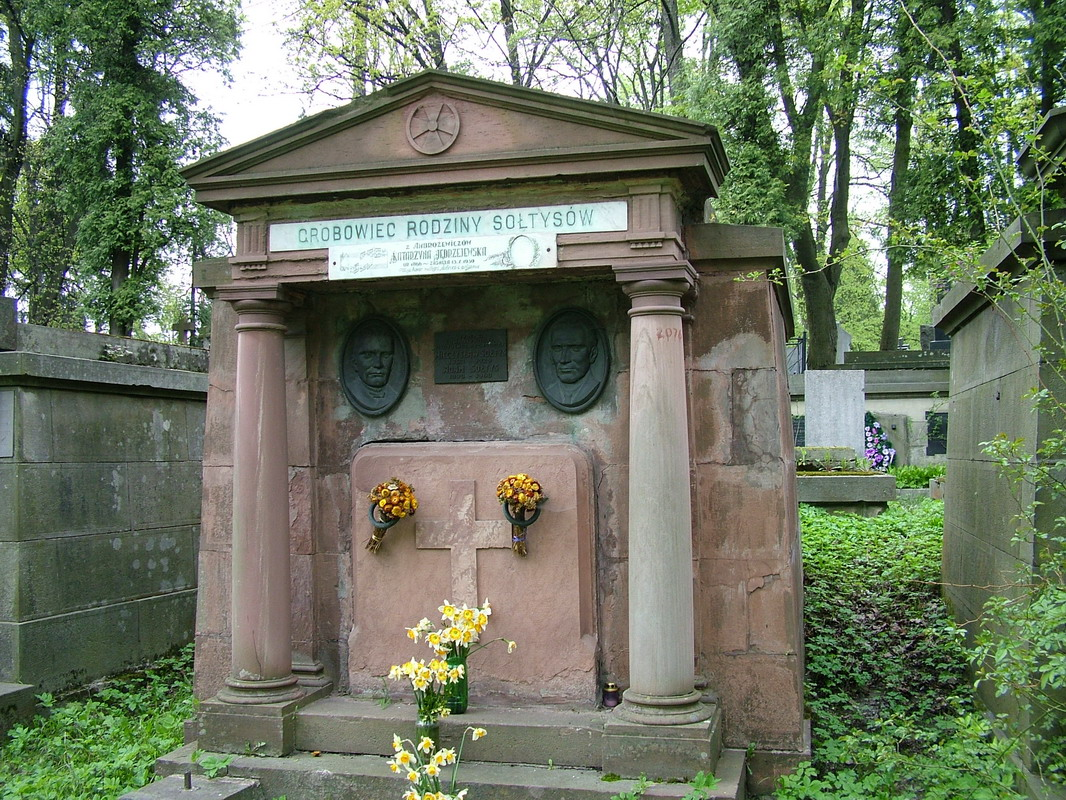
Adam Sołtys gravställe i Lviv.

Adam Sołtys, född 4 juli 1890 i Lwów, död där 6 juli 1968, var en polsk musiker. 
Sołtys studerade hos sin far, opera- och oratoriekompositören Mieczysław Sołtys, samt i Berlin hos Robert Kahn, Georg Schumann och Hermann Kretzschmar. Han var professor i musikteori och musikhistoria vid Lwóws universitet och gjorde sig känd som kompositör av bland annat symfonier, ouvertyrer, kammarmusik och sånger, som ledare för Lwóws symfonikonserter och som musikhistorisk skribent.